# Marta Puda
Marta Wiktoria Puda, née le 13 janvier 1991 à Będzin, est une escrimeuse polonaise, pratiquant le sabre.

## Palmarès

### Championnats d'Europe
- 2013 à Zagreb (Croatie)
  - 4e en sabre par équipe
- 2016 à Toruń (Pologne)
  - 4e en sabre par équipe
- 2018 à Novi Sad (Serbie)
  -  Médaille de bronze en individuel

### Universiade
- Universiade d'été de 2015 à Gwangju (Corée du Sud)
  -  Médaille de bronze en sabre individuel

### Championnats de Pologne d'escrime
- en sabre individuel
  -  Championne nationale en sabre individuel en 2017
  -  Médaille de bronze en 2011, 2013, 2014, 2015 et 2016
- en sabre par équipe
  -  Vice-championne nationale en 2008 et 2013
  -  Médaille de bronze en 2010 et 2011